# Dalby (Torsby kommun)
 For alternative betydninger, se Dalby. (Se også artikler, som begynder med Dalby)
Dalby er en småort i Torsby kommun i det nordlige Värmland i Sverige og kyrkby i Dalby socken, beliggende langs med riksväg 62 og Klarälven. Foruden bebyggelse i selve Dalby omfatter småorten også bebyggelse i Långav umiddelbart syd herfor og i Persby umiddelbart nord herfor. Skisportsbyen Branäs ligger på den vestlige side af elven.
Kristinehamns enskilda bank åbnede et kontor i Dalby i august 1902. Banken blev ikke liggende i byen ret længe.

## Befolkningsudvikling
I 1960 afgrænsede SCB her et byområde med 236 indbyggere i Finnskoga-Dalby landskommun. Byområdet fik af SCB navnet Långav. I 1970 var indbyggertallet faldet, og byområdet blev opløst.
Siden 1990 afgrænses her i stedet en småort.